# Лорънс Оливие
Сър Лорънс Керр Оливие, барон Оливие (на английски: Laurence Kerr Olivier, Baron Olivier) е британски театрален и кино актьор, режисьор и продуцент.  Смятан е за един от най-великите актьори на XX век, играещ в шекспировия репертоар. Участва също и в спектакли с антична драматургия, както и в съвременни американски и британски пиеси. През 1999 г. Американският филмов институт включва Оливие под №14 в класацията на най-големите мъжки звезди на класическото холивудско кино.

## Биография
Лорънс Оливие е роден на 22 май 1907 г. в Доркинг, графство Съри, Англия в семейство на селски свещеник. Жени се три пъти: за Джил Есмънд (1930—1940), Вивиан Лий (1940—1960) и Джоан Плоурайт (от 1961 до смъртта му). Три пъти е носител на наградата на филмовата академия на САЩ „Оскар“, номиниран е общо 14 пъти.

## Избрана филмография
| Година | Филм                   | Оригинално заглавие  | Роля                            | Режисьор         |
| ------ | ---------------------- | -------------------- | ------------------------------- | ---------------- |
| 1940   | Ребека                 | Rebecca              | Максим де Уинтър                | Алфред Хичкок    |
| 1944   | Хенри V                | Henry V              | Хенри V                         | Лорънс Оливие    |
| 1948   | Хамлет                 | Hamlet               | Хамлет                          | Лорънс Оливие    |
| 1960   | Спартак                | Spartacus            | Марк Лициний Крас               | Стенли Кубрик    |
| 1968   | Ромео и Жулиета        | Spartacus            | Глас                            | Франко Дзефирели |
| 1975   | Любов сред развалините | Love Among the Ruins | Сър Артър Гранвил-Джоунс        | Джордж Кюкор     |
| 1976   | Маратонецът            | Marathon Man         | д-р Кристиан Сел                | Джон Шлезинджър  |
| 1977   | Недостижимият мост     | A Bridge Too Far     | Доктор Ян Спаандер              | Ричард Атънбъро  |
| 1977   | Исус от Назарет        | Jesus of Nazareth    | Никодим, фарисей                | Франко Дзефирели |
| 1978   | Момчетата от Бразилия  | The Boys from Brazil | Езра Либерман, ловец на нацисти | Франклин Шафнър  |